# 송악
송악(Hedera rhombea)은 한국의 중부 이남 해안과 섬에 나는 상록 덩굴나무로 길이는 10m 이상이다. 줄기와 가지에 기근(氣根)이 나고, 햇가지, 잎, 꽃차례에 10-20갈래의 별 모양의 털이 있으나, 잎의 털은 곧 없어진다. 잎은 어긋나며, 가죽질이며 광택이 나고, 짙은 녹색이다. 가장자리는 밋밋하고, 잎자루가 있다. 꽃은 양성화로 녹황색이고 지름 4-5mm이다. 가지 끝에 여러 송이씩 취산꽃차례로 달린다. 열매는 핵과로 둥근 모양이며 검은색으로 익는다. 관상용으로 심으며 줄기와 잎은 약용으로 이용하고, 전체는 소의 먹이로 이용한다.

## 같이 보기
- 고창 삼인리 송악